# Gordonia ekmanii
Gordonia ekmanii är en tvåhjärtbladig växtart som först beskrevs av Oswald Schmidt och fick sitt nu gällande namn av Hsüan Keng. 
Gordonia ekmanii ingår i släktet Gordonia och familjen Theaceae. Inga underarter finns listade i Catalogue of Life.